# La Turballe
La Turballe település Franciaországban, Loire-Atlantique megyében. Lakosainak száma 4862 fő (2022. január 1.). La Turballe Mesquer, Guérande, Piriac-sur-Mer és Saint-Molf községekkel határos.

## Népesség
A település népességének változása:
| Lakosok száma | 2716 | 3120 | 3587 | 4341 | 4521 | 4460 | 4426 | 4734 | 4889 | 4862 |
|               | 1968 | 1982 | 1990 | 2006 | 2013 | 2015 | 2017 | 2019 | 2020 | 2022 |